# فتح نيقية (1328–1331)
كان حصار نيقية من قِبل عثمان الأول في 1328م / 728هـ - 1331م / 731 هـ ، الذي أدي إلى استيلاء الأتراك العثمانيين على المدينة الرئيسية البيزنطية نيقية(حاليا إزنيق ، تركيا). هذا الحصار لعب دورا هاما في توسيع الدولة العثمانية.

## الحصار
- في 1326 كانت الأراضي في جميع أنحاء نيقية سقطت في يد عثمان الأول. وكان قد استولي أيضا مدينة بورصا، وإنشاء عاصمة قريبة بشكل خطير من العاصمة البيزنطية القسطنطينية.
- وفي عام 1328، بدأ أورخان ابن عثمان حصار نيقية، الذي كان في حالة من الحصار على فترات متقطعة منذ 1301.
- افتقر العثمانيون القدرة على التحكم في الوصول إلى المدينة من خلال الميناء على ضفاف بحيرة. ونتيجة لذلك، استمر الحصار لعدة سنوات دون نتيجة.
- في 1329، حاول الإمبراطور أندرونيكوس الثالث لكسر الحصار. قاد قوة الإغاثة لدفع العثمانيين بعيدا عن كل نيقوميديا ونيقية. بعد تحقيق بعض النجاحات الصغيرة، ولكن عانت قوة من الهزيمة في معركة بيليكانون وانسحبت. عندما كان واضحا أن أي قوة إمبراطورية لن تكون فعالة أو قادرة على استعادة الحدود وابعاد العثمانيين، سقطت المدينة فعليا في 1331.[1]

## إرث المدينة
- كانت نيقية في أيدي الأتراك من قبل. وقد اخذت من قبل الحملة الصليبية الأولى من خلال الاتفاقية البيزنطية في 1097. وقد شغل منصب عاصمة الأباطرة اليونانية خلال الفترة من الإمبراطورية اللاتينية من 1204 إلى 1261. وكانت هذه المدينة الآسيوية الأكثر أهمية في الإمبراطورية في وقت سقوطها بيد السلطان عثمان الأول. لم يكن هناك من الصليبيين عاد لاستعادة السيطرة عليها. واستمرت الفتوحات العثمانية على قدم وساق وسقطت بعدها نيقوميديا سنة 1337.

- قام السلطان أورخان بإنشاء مدرسة «إزنيق» في عام 1330 بالمدينة بعد فتحها، وهي أول مدرسة في العهد العثماني وتُعد هذه المدرسة استمرارا للمؤسسات التعليمية في فترة السلاجقة، والتي كانت تُدرّس فيها العلوم الطبية، والتاريخية، والرياضية وعلم الفلك.[2]